# Condotta (film)
Condotta (Conducta) è un film del 2014 diretto da Ernesto Daranas. Il film è stato tradotto in russo (traduttore Andrey Efremov) e mostrato al Festival cinematografico di Mosca nel 2014.

## Trama
Chala ha undici anni, vive solo con la madre tossicodipendente e addestra cani da combattimento per sostenersi economicamente. Questo ambiente di violenza a volte emerge anche a scuola. Carmela è la sua insegnante di quinta elementare e il ragazzo nutre un grande rispetto per lei; ma quando Carmela si ammala ed è costretta a lasciare l’aula per diversi mesi, una nuova insegnante, incapace di gestire il carattere di Chala, lo trasferisce in una scuola correttiva. Al suo ritorno, Carmela si oppone a questa decisione e ad altre trasformazioni avvenute nella sua classe. Il rapporto tra la veterana insegnante e il bambino diventa sempre più forte, ma questo impegno metterà a rischio la permanenza di entrambi nella scuola.

## Accoglienza
Il film ha ottenuto un punteggio di 7,2 su FilmAffinity e di 7,6 su IMDb.
A Cuba, la pellicola è stata accolta molto positivamente sia dalla critica che dal pubblico. Il Ministero dell’Istruzione ha persino promosso il dibattito sul film nelle scuole. Il regista Ernesto Daranas ha dichiarato che il sistema educativo è un pretesto per affrontare problemi presenti in molte istituzioni ufficiali, non solo a Cuba, e che la classe di Carmela rappresenta una metafora per una Cuba possibile, dove il rispetto per le differenze e il buon senso prevalgono sul burocratismo.
Le interpretazioni, in particolare quella del giovane protagonista Armando Valdés e dell’attrice Alina Rodríguez, sono state ampiamente elogiate e hanno ricevuto numerosi riconoscimenti internazionali.
Il film ha partecipato a molti festival in tutto il mondo e, nel 2015, è stato inserito da *Taste of Cinema* tra  i 15 migliori film latinoamericani del XXI secolo.
Critici come Howard Feinstein (Screen Daily), Dennis Harvey (Variety) e Stephen Holden (The New York Times) hanno lodato la regia di Daranas e la rappresentazione vivida della società cubana contemporanea. 
Feinstein ha scritto che "con un film che ha sorpreso Cuba e sta vivendo una serie di premi internazionali, l'ex documentarista Daranas unisce elegantemente due percorsi che altrimenti potrebbero non coincidere in modo così credibile" . 
Inoltre, Harvey ha sottolineato come "la regia di Daranas mitiga gli elementi implicitamente moralistici e melodrammatici della sceneggiatura con un tono piacevolmente misurato e naturalista" . 
Holden ha affermato che "i bambini, i loro insegnanti e i loro genitori rappresentano un vivido ritratto della società cubana contemporanea" . 
Nel 2019, Condotta è stato riconosciuto come uno dei migliori lungometraggi di finzione nella storia del cinema cubano dalla Cinemateca di Cuba.